# Wout Schoonis
Wout Schoonis  (België) is een Vlaams stripauteur en illustrator. Sinds 2007 werkt hij als tekenaar en characterdesigner van de stripreeks Suske en Wiske bij Studio Vandersteen. Sinds september 2023 is hij de hoofdtekenaar van de strip.

## Biografie
Schoonis studeerde eerst economie om in 2005 af te studeren als meester in de Beeldende Kunst aan de Hogeschool PXL. Na zijn afstuderen werkt Schoonis als lay-outer voor enkele grafische bureaus, de Gazet van Antwerpen. en het Belang van Limburg. 
Vanaf 2007 is Schoonis in dienst van Studio Vandersteen in het tekenteam van Suske en Wiske.
In 2017 is hij grotendeels verantwoordelijk voor de restyling van de reeks. In 2023 nam hij de fakkel over van Luc Morjaeu als hoofdtekenaar van de reeks.
Van 2012 tot 2018 maakte hij animaties onder de naam 'Bluts'. Samen met Mister Melvin  en Kim Vreys Onder andere videoclips, theaterproducties, infomerchials en reclame.
Daarnaast is hij freelance-tekenaar met opdrachten in reclame, tv en animatie.

## Lijst van Suske en Wiske-albums, (mede) getekend door  Wout Schoonis
- Krimson break (2009)
- Juffertje Janboel (2010)
- De meteomachine (2010)
- 334 Expeditie Robikson (2011)
- De spottende spiegel (2011)
- Tante Biotica (2014)
- 371 De zoevende zusters (2023)
- 372 Bolhoed Bik (2024)
- 373 Klaartje Wakker (2024)
- 374 De keizerkop (2024)
- 375 De schakende schim (2024)
- 376 De boekenduikers (2024)
- 377 De stenen samoerai (2025)
- 378 Het ware Witje (2025)
- 379 Het hondenhart (2025)